# اقتصاد لبنان

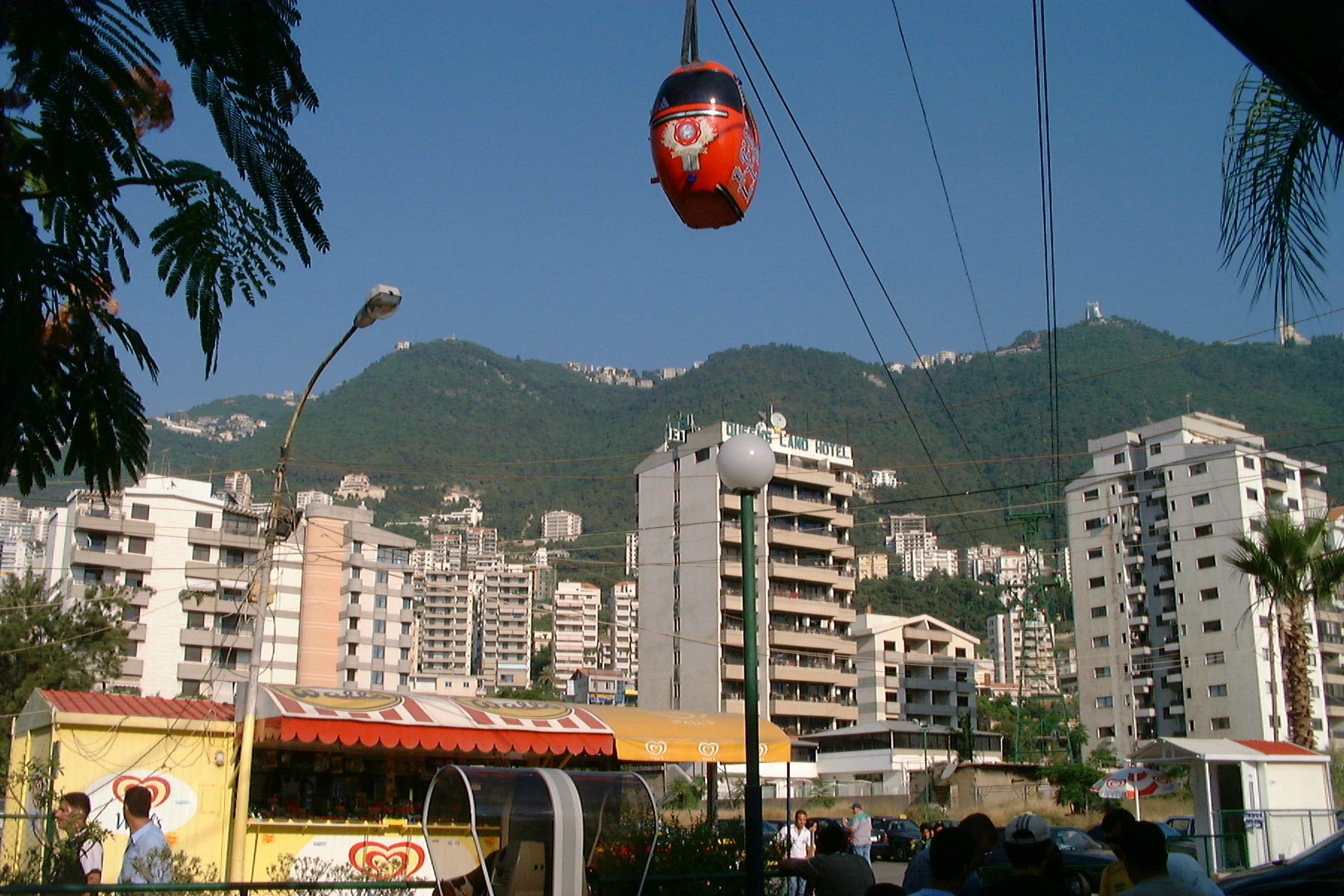

اقتصاد لبنان از چند جهت قابل بررسی است که یک اقتصاد با ثبات اما هم اکنون با رشد تقریبا کم به شمار می رود  .

## کشاورزی
اگرچه لبنان از لحاظ فعالیت‌های کشاورزی (از لحاظ فراهم بودن آب و حاصلخیزی خاک) دارای وضعیت مناسبی است ولی بخش کشاورزی بزرگی ندارد. بخش کشاورزی تنها با جذب ۱۲ درصد نیروی کار کم‌اهمیت‌ترین بخش اقتصادی لبنان است و تنها ۱۰ درصد از تولید ناخالص داخلی را شامل می‌شود که آن را در پایین ترین رده در میان بخش‌های اقتصادی دیگر قرار می‌دهد.
در سال  ۲۰۱۸، بخش کشاورزی حدود ۱.۸  میلیارد دلار  از تولید ناخالص داخلی لبنان تولید کرد.با حدود ۴ درصد از کل اشتغال در بخش کشاورزی .در سال ۲۰۱۹ صادرات محصولات کشاورزی به  ۱۹۳.۱ میلیون دلار رسید که عمدتاً ناشی از افزایش تقاضا از سوی کشورهای حاشیه خلیج فارس برای محصولات تازه بوده است.این اعداد نشان‌دهنده بخشی است که برای سال‌ها با کمبود بودجه مواجه بوده است. فقدان تجهیزات مدرن و شیوه های نوآورانه، همراه با فقدان استراتژی ملی، مانع از توسعه و رشد بخشی حیاتی برای ثبات اقتصادی و امنیت غذایی لبنان شده است.اقتصاد ضعیف لبنان منجر به واردات محصولات کشاورزی شده است. برخی تلاش‌های محلی برای جایگزینی واردات در بخش کشاورزی صورت گرفته است، اگرچه لبنان همچنان برای درصد زیادی از نیازهای غذایی خود (تا ۸۰ درصد) به واردات متکی است. طبق آمار گمرک لبنان ، کل واردات کشاورزی لبنان در سال ۲۰۲۲ به ۲.۸ میلیارد دلار رسید.

## صنعت
بخش صنعت در لبنان سهم عمده ای در اقتصاد ایجاد مشاغل با ارزش افزوده بالا دارد و از طریق فعالیت های صادراتی خود منبع اصلی ارزآوری است.با وجود کمبود مواد خام صنعتی و وابستگی محض به کشورهای عربی لبنان به دلیل بازار آزاد و بدون گمرک از لحاظ صنایع مد و پوشاک ، لوازم آرایشی و بهداشتی ، مواد غذایی ، مصالح ساختمانی ، صنایع دارویی_پزشکی سرآمد کشور های عربی باشد و از صادرکنندگان لبنیات و پوشاک به اروپا است.

## خدمات و تجارت
جنگ داخلی ۹۰–۱۹۷۵ لبنان زیرساختهای اقتصادی لبنان را به شدت تخریب کرد، تولید داخلی را به نصف کاهش داد و موقعیت لبنان به عنوان مرکز ترانزیت کالا و بانکداری خاورمیانه را متزلزل کرد. صلح باعث شد تا دولت مرکزی بتواند کنترل را در بیروت به دست گیرد و مالیات جمع‌آوری کند و دسترسی به امکانات دولتی و مرزی یابد. سیستم بانکی بسیار مطلوب و کارخانجات کوچک و بزرگ و پول خانواده‌ها و خدمات بانکی صادرات صنعتی و کشاورزی و کمک‌های بین‌المللی به عنوان منابع اصلی مبادلات خارجی به بهبودی اقتصادی کمک کرده‌است.
تا قبل از جنگ لبنان- اسرائیل در سال ۲۰۰۶ اقتصاد لبنان شاهد رشد چشمگیری بود و دارایی‌های بانکی به بیش از ۷۰ میلیارد دلار می‌رسید. با اینکه بخش جهانگردی در سال ۲۰۰۵ ده درصد کاهش داشت بیش از ۲/۱ میلیون نفر جهانگرد از لبنان دیدن کردند. سرمایه‌گذاری در بازار به بالاترین حد خود رسیده بود که بیش از ۷ میلیارد دلار در پایان ژانویه ۲۰۰۶ بود، شروع جنگ آگوست، ژوئن سال ۲۰۰۶ منجر به خسارتهای شدیدی به اقتصاد متزلزل لبنان مخصوصاً بخش جهانگردی شد. بر اساس گزارش اولیه چاپ شده از سوی وزارت دارایی در ۳۰ اوت ۲۰۰۶ افت اقتصادی بزرگی در اثر جنگ تحمیل خواهد شد.

فرودگاه بین‌المللی بیروت مجدداً در سپتامبر ۲۰۰۶ گشایش یافت و تلاش برای بهبود اقتصاد لبنان بسیار شتاب گرفته‌است. حامیان اصلی بازسازی لبنان شامل عربستان سعودی (با کمک ۵/۱ میلیارد دلاری)، اتحادیه اروپا (با کمک ۱ میلیارد دلار) و بعضی کشورهای دیگر حوزه خلیج فارس با کمک‌های بیش از ۸۰۰ میلیون دلاری بوده‌اند.